# Carlito syrichta
Il tarsio delle Filippine (Carlito syrichta Linnaeus, 1758) è un primate aplorrino della famiglia dei Tarsidi, endemico delle Filippine. Un tempo incluso nel genere Tarsius, è stato recentemente riclassificato come unica specie del genere Carlito.

## Descrizione

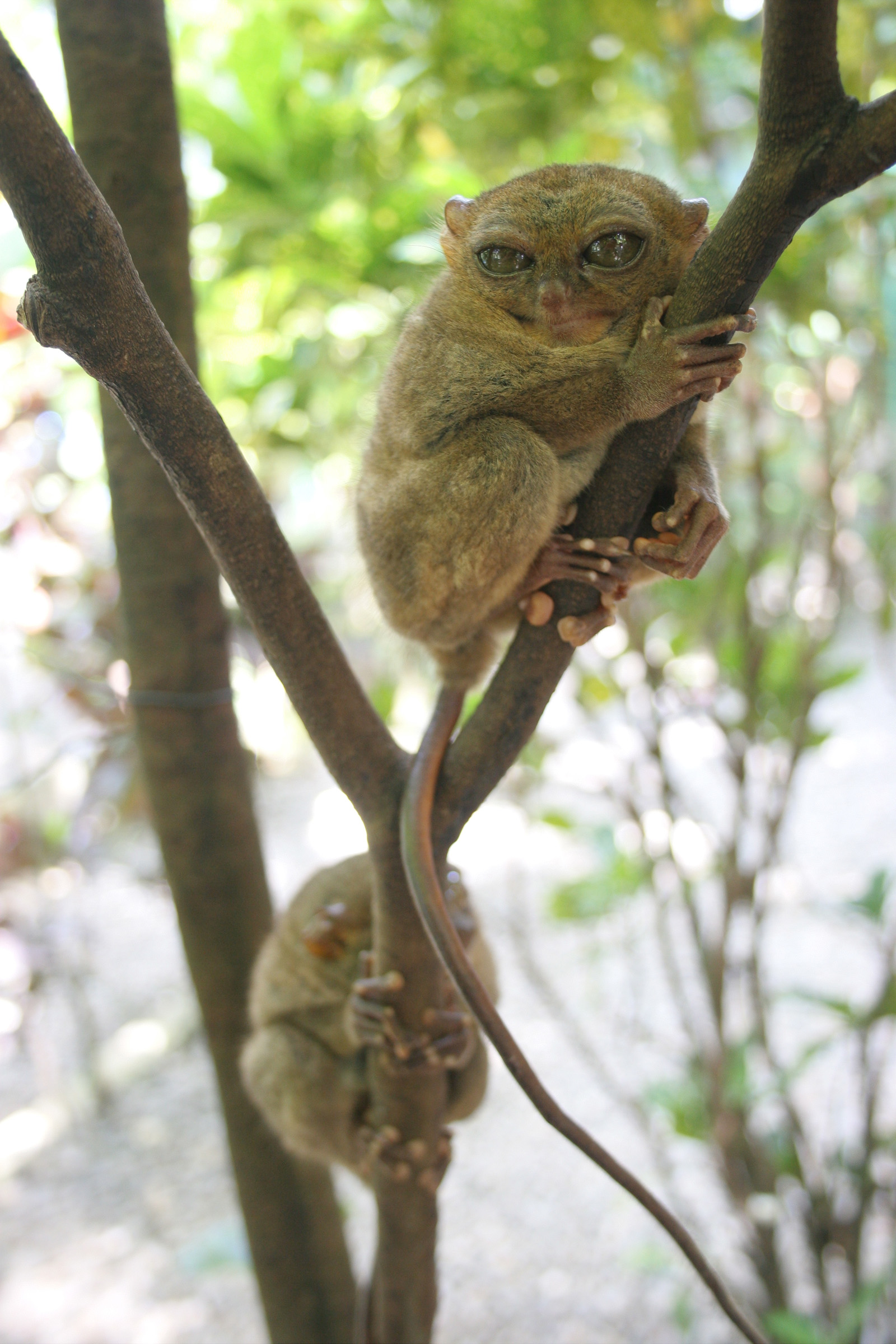
Carlito syrichta

### Dimensioni
Misura fino a 40 cm, di cui i due terzi spettano alla coda, per un peso che raggiunge i 150 g.

### Aspetto
A seconda dell'isola in cui vivono, questi animali possono presentare differenti tonalità del mantello, che vanno dal grigio-bruno al bruno-rossiccio. La coda è glabra, con un ciuffo di peli scuri in punta: sulla faccia, è presente un anello di pelo più scuro attorno agli occhi.

La testa è dotata di enormi occhi color ambra, fissi nell'orbita: a questo svantaggio l'animale sopperisce con una grande mobilità del collo, che può essere ruotato fino a 180°. Ancor più degli occhi per l'animale contano le orecchie, necessarie per individuare le prede anche nel buio più pesto. La caratteristica conformazione della bocca dell'animale, atta a contenere i piccoli denti aguzzi, pare conferirgli un emblematico sorriso statico.

Le dita dei piedi, molto allungate come per tutti i Tarsius, sono dotate di cuscinetti plantari arrotondati e unghie triangolari per aggrapparsi ai rami. L'indice ed il medio sono dotati di artigli che l'animale utilizza durante il grooming.

## Biologia
È una specie arboricola, dalle abitudini notturne: durante il giorno dorme in posizione verticale in cavità degli alberi o nel folto della vegetazione.

Si tratta di animali territoriali: ciascun esemplare si appropria di un territorio dell'estensione di 6 ettari per il maschio e 3 per la femmina; spesso i territori dei due sessi si sovrappongono ed ambedue seguono le stesse piste mentre cacciano durante la notte. Per tenersi in contatto ed avvertire gli altri della loro presenza, i tarsi si servono di tutta una serie di vocalizzazioni.

### Alimentazione
Nelle Filippine la credenza popolare vuole che il tarsio si nutra di carbone: questo perché dopo un incendio è facile vedere numerosi esemplari piluccare qua e là, sporcandosi la bocca di nero. In verità, i tarsi sono attratti dal carbone perché fra le macerie trovano gli insetti di cui si nutrono.

### Riproduzione

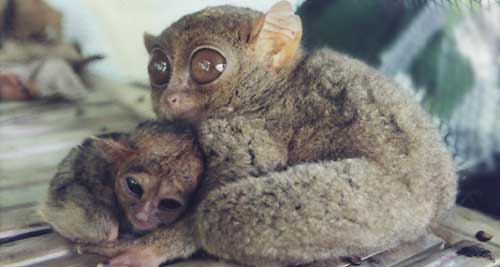
Un tarsio femmina con un cucciolo.

La femmina partorisce un solo piccolo dopo una gestazione di circa 6 mesi: appena nato il piccolo è già ricoperto di pelo ed ha gli occhi aperti. All'inizio il piccolo viene portato in giro dalla madre che lo tiene in bocca e lo lascia fra il fogliame mentre va a caccia di cibo, ma ben presto impara da solo ad aggrapparsi alla sua pelliccia. Appena nati i cuccioli di tarsio sembrano avere i grandi occhi di colore azzurro che successivamente mutano con l'aumento dell'età verso il bruno.

### Comunicazione
Carlito syrichta è l'unico primate in grado di comunicare tramite ultrasuoni. I suoi vocalizzi hanno frequenze comprese tra i 70 e i 90 kHz.

## Distribuzione e habitat

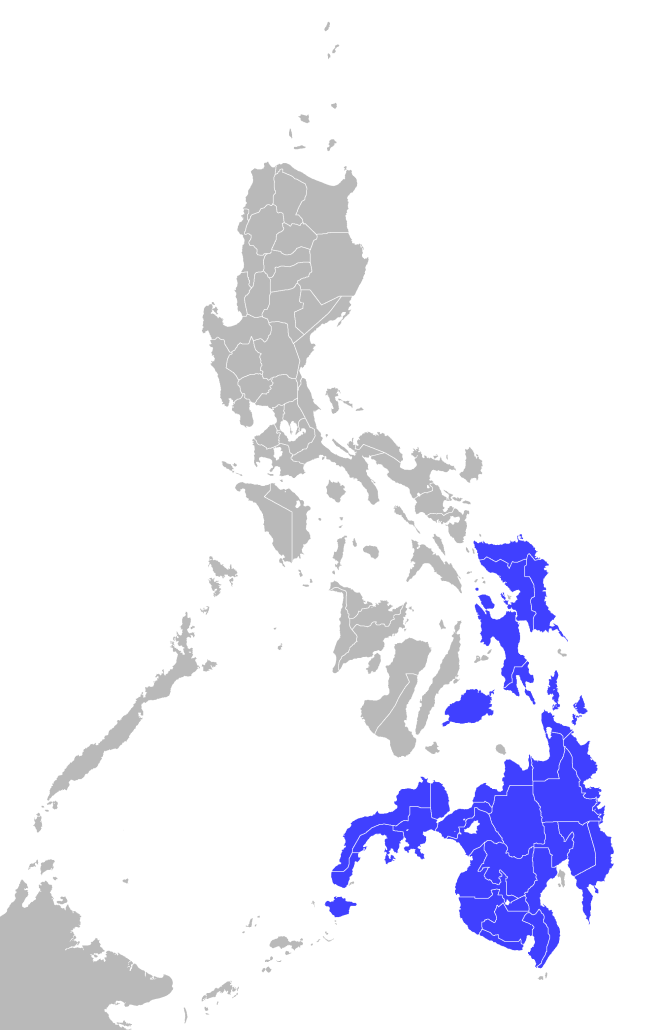
Areale

Questo animale abita la parte sudorientale dell'arcipelago delle Filippine: in particolare, le popolazioni più consistenti si trovano a Biliran, Bohol, Samar, Leyte e Mindanao. Popolazioni isolate si trovano anche su isole lontane come Maripipi, Siargao, Basilan e Dinagat.

Preferisce le zone di foresta pluviale secondaria.